# Johanne Hesbeck
Johanne Hesbeck (Varde, 2 septembre 1873 – Holte, 25 mars 1927) est une photographe danoise.

## Biographie
Johanne Hesbeck dirige, de 1915 à 1927, un studio de portrait à Holte, au nord de Copenhague.
Née à Varde dans le Jutland, Johanne Hesbeck est la fille d'un marchand, Christoffer Johannes Hesbeck. Elle suit une formation de photographe auprès de Peter Elfelt, qui l'emploie de 1905 à 1914. En 1914, elle déménage dans la municipalité de Søllerød, où elle ouvre une entreprise à Holte, dans une propriété qu'elle a ensuite achetée. Elle a réalisé des portraits et a contribué à l'occasion au journal local, Søllerød Tidende. Après sa mort à Holte en 1927, son entreprise est reprise par la photographe Ella Bach, qui la dirige jusqu'à la fin des années 1970.

## Source
- (en) Cet article est partiellement ou en totalité issu de l’article de Wikipédia en anglais intitulé « Johanne Hesbeck » (voir la liste des auteurs).